# نرغسان (نرغسان)
نرغسان (بالفارسية: نرگسان) هي منطقة سكنية تقع في إيران في قسم نرغسان الریفي. يقدر عدد سكانها بـ 328 نسمة بحسب إحصاء 2016.